# Старгейт (сериал)
„Старгейт“ (на английски: Stargate SG-1) е канадско-американски научнофантастичен телевизионен сериал, част от франчайза на Metro-Goldwyn-Mayer's Старгейт. Действието му се развива една година след събитията от фантастичния филм от 1994 г. „Старгейт“. Сниман е във и около Ванкувър, Канада.
Във фантастичната вселена на Старгейт, мрежа от древни извънземни устройства наречени Портали свързва и най-отдалечените точки на Вселената, правейки възможно междузвездното пътуване. Старгейт SG-1 описва приключенията на SG-1 – екип, който изследва галактиката и защитава Земята от редица извънземни врагове: Гоа'улдите, Репликаторите, а по-късно и от Ораите.
През 2007 г., след прекратяването на сериала, „Старгейт SG-1“ е поставен под номер 28 в Списъка на TV Guide на „30-те най-култови предавания“.

## Продукция
Разработен за телевизията от Джонатан Гласнър и Брад Райт, „Старгейт“ е продуциран от MGM и заснеман в Bridge Studios във Ванкувър. Първият епизод е излъчен на 27 юли, 1997 по Showtime в САЩ и на 3 декември, 1997 по Seven Network в Австралия. Showtime прави и излъчва първите пет сезона на сериала. От шести сезон сериалът се заснема и излъчва от Sci Fi Channel. „Старгейт“ става най-дългият северноамерикански фантастичен сериал, надминавайки деветте сезона, с общо 202 епизода, на „Досиетата Х“. Обявен е от Световните рекорди на Гинес за „фантастичен сериал с най-голям брой последователно излъчени епизоди“; почитателите на „Доктор Кой“ оспорват това твърдение, тъй като между 1963 и 1989 са направени и излъчени последователно 695 епизода от британския сериал. През 2004 г. е създаден нов сериал, действието на който се развива във вселената на Старгейт, „Старгейт Атлантида“. Двата сериала се излъчват успоредно в продължение на три години, като сюжетите им понякога се преплитат.
На 21 август 2006 г., Sci Fi Channel обявяват, че сериалът няма да бъде подновен за седми сезон; изпълнителният продуцент Робърт Купър обаче заявява, че историята на Старгейт SG-1 ще продължи под друга форма. Metro-Goldwyn-Mayer съобщават, че искат да продължат историята на Старгейт SG-1 и че ще се опитат да намерят начин да продължат франчайза. Два Старгейт филма са планирани, те ще се яват като продължение на „Старгейт SG-1“. 5 октомври 2006 г. е последният ден от снимките на десети сезон. Последният епизод „Unending“ е излъчен за първи път по Sky One във Великобритания на 13 март 2007 г., а на 22 юни 2007 г. е излъчен и в САЩ по Sci Fi Channel.
През декември 2006 г. се появява информация, че се подготвя трети Старгейт сериал от екипа осъществил „Старгейт“ и „Старгейт Атлантида“. Заглавието на този сериал е „Старгейт Вселена“.

### Край на сериала
На 21 август 2006 г., Sci Fi Channel потвърждават, че „Старгейт“ няма да бъде продължен с единадесети сезон. Обаче изпълнителният продуцент Робърт Купър казва пред GateWorld, че се търсят начини да се продължи историята.
| „ | „За бъдещето все още не мога да коментирам, тъй като нищо не е потвърдено“, казва Купър. „Това което искаме да подчертаем е, че франчайзът не „умира“. SG-1 ще завърши по някакъв начин. Просто все още не сме готови да обявим как." Купър също подчертава, че феновете, научили новината, не трябва да се поддават на емоциите, а да запазят рейтинга на шоуто висок през оставащите му епизоди по Sci Fi. „Важно е феновете да не изразяват разочарованието си като не гледат SciFi“, казва той. „Всъщност това, което трябва да направят, е да гледат и SG-1, и Атлантис и да запазят рейтингите високи. Това ще докаже, че хората все още се интересуват от SG-1“. | “ |

Марк Стърн заявява, че решението да се спре сериалът не е продиктувано от рейтингите. Добавя и че на екипа му е дадено достатъчно време, за да измисли подобаващ завършек. Стърн също казва, че SciFi планира да използва някои от SG-1 героите във все още продължаващия сериал Старгейт Атлантида. MGM, притежателите на правата, изразяват желание да продължат SG-1, като по този начин загатват, че сериалът може да продължи излъчването си по друга телевизия. MGM обявяват, че ще продължат SG-1, като филм, минисериал или единадесети сезон, излъчван по друга телевизия. G4 и Showtime изразяват желание да продължат излъчването на сериала, Sci Fi Channel обаче се опитват да попречат на това, позовавайки се на договора си с MGM.
На 26 септември 2006 г., GateWorld публикува новината, че няма да има единадесети сезон на сериала, но ще бъдат направени няколко телевизионни филма по SG-1.
На 14 декември 2006 г., в GateWorld се появява информация, че се подготвя нов сериал от хората, създали „Старгейт“ и „Старгейт Атлантида“. Към тази дата няма данни относно сюжета, а имайки предвид датите на пускане на SG-1 и Атлантис, се очаква сериалът да не бъде пуснат поне до 2008 година.
На 20 декември 2006, в GateWorld се появява потвърдена информация за два филма, които ще започнат да се снимат в края на април 2007. Главните актьори от „Старгейт“ ще участват и тук. Изпълнителният продуцент Робърт Купър ще бъде сценарист и режисьор на първия филм, „Старгейт: Кивотът на истината“. Първият филм „ще се развива около историята с Ораите, която е и главната история около която се развиваше действието на сериала през последните два сезона“, казва актьорът Майкъл Шанкс. Снимките на втория филм, „Старгейт: Континуум“, започват на 1 юни 2007 г. Изпълнителният продуцент Брад Райт ще бъде сценарист на втория филм, а Мартин Уд ще бъде режисьор. Сюжетът ще включва пътуване във времето и по-точно в миналото. „Историята ще бъде свързана с Ба'ал (Клиф Саймън), който ще направи нещо в миналото“, казва Шанкс. „Той намира начин как да вдигне Портала от Земята, така че Старгейт програмата никога да не се състои, мога да си представя как героите ще трябва да пътуват назад във времето, за да оправят всичко“.
На 22 декември 2006 GateWorld информира, че MGM започват снимките на първия филм. И двата филма, излизащи директно на DVD, се очаква да излязат в началото на 2008, а възможността да се направят и още бъдещи филми остава висока.
Първият епизод от десети сезон е излъчен в Австралия по Seven Network на 5 юли 2007.
Втората половина от 10-и сезон започва да се излъчва по Sky One в Обединеното кралство и Ирландия на 9 януари 2007 и завършва с излъчването на последния епизод, „Unending“, на 13 март, 2007. Втората половина на десети сезон започва излъчване в САЩ на 13 април 2007 и завършва на 22 юни 2007.

## Сюжет
Внимание:  Текстът по-долу разкрива сюжета на произведението (или части от него)!
В „Старгейт“ централно място заема древно-египетската митология, присъстваща и във филма „Старгейт“. В Старгейт вселената, човешката раса, позната също като Тау'ри, са потомци на Древните, раса от високоразвити същества. Земята се смята за първата планета, на която са съществували хора. След необясненото в началото на поредицата изчезване на Древните, хората са били поробвани и откарвани на други планети от Гоа'улдите, а споменът за Древните се е загубил. В продължение на хилядолетия, Гоа'улдите са използвали човечеството, като по този начин са повлияли, но и същевременно ръзпръснали човешката култура. В резултат на това, земни народи като ацтеките, маите, британците, норвежците, монголците, гърците и римляните са открити и на други обитаеми планети. Много митични места като Авалон, Камелот и Атлантида са намерени или е разкрито, че са съществували преди време.
Земният Старгейт (намерен през 1928 г., по време на разкопки близо да Гиза) се съхранява в строго секретна американска военна база, известна като СГК (Старгейт командване), намираща се под планината Шайен. Полк. Джак О'Нийл (Ричард Дийн Андерсън), д-р Даниел Джаксън (Майкъл Шанкс), кап. Саманта Картър (Аманда Тапинг) и Тийл'к (Кристофър Джъдж) съставят първия екип SG-1. Заедно с още 24 други SG екипа, те пътуват до далечни планети, за да изследват галактиката и да търсят средства за защита от гоа'улдите, под формата на технология и съюзи с развити и приятлески настроени раси. По-късно в сериала, някои членове на SG-1 напускат и на тяхното място идват други, като Джонас Куин (Корин Немек), Камерън Мичъл (Бен Браудър) и Вала Мал Доран (Клаудия Блек)
Паразитиращите Гоа'улди използват високоразвита техника, за да се представят за богове, като имат за цел да завладеят галактиката и да бъдат вечно боготворени. Гоа'улдите са основният противник през първите осем сезона. Те са раса от високоинтелигентни, безмилостни, змиеподобни извънземни паразити, способни да контролират телата на други раси, включително и на хората. Първият противник на човечеството от тази раса е системният господар Апофис (Питър Уилямс). Други системни господари, като Ба'ал и Анубис, играят основна роля в следващите сезони. През трети сезон са представени и репликаторите – механични буболечки, които се хранят с метал, за да могат да създават още копия от себе си. Те са основната причина, поради която Асгардите не могат да победят Гоа'улдите. В девети сезон е въведен и нов противник, Ораите. Ораите са развити същества с неразгадема технология, идващи от друга галактика, които също имат за цел да завладеят галактиката и да бъдат боготворени. С въвеждането на Ораите, вниманието е насочено от древно-египетската митология към тази за Крал Артур. И древните, и ораите са „възнесени същества“, което означава, че са преминали към по-високо ниво на съществуване, даващо им необикновени възможности.

## Актьорски състав
| Герой          | Актьор               | Сезони                                                 | Ранг / Позиция |
| Джак О'Нийл    | Ричард Дийн Андерсън | 1 – 8 сезон, епизодични появи в 9 и 10 сезон           | Полковник (1 – 8 сезон), Бригаден генерал (8 сезон), Генерал-майор (9 и 10 сезон, също и в 3 сезон на Атлантида), ВВС на САЩ |
| Даниел Джаксън | Майкъл Шанкс         | 1 – 5 сезон и 7 – 10 сезон, епизодични появи в 6 сезон | Цивилен / Археолог и лингвист                                                                                                |
| Саманта Картър | Аманда Тапинг        | 1 – 10 сезон                                           | Капитан (1 – 3 сезон), Майор (3 – 8 сезон), Подполковник (8 – 10 сезон), Полковник (Атлантида 4 сезон), ВВС на САЩ           |
| Тийл'к         | Кристофър Джъдж      | 1 – 10 сезон                                           | Воин. Няма военен ранг |
| Джордж Хамънд  | Дон С. Дейвис        | 1 – 7 сезон, епизодични появи в 8 – 10 сезон           | Генерал-майор (1 – 7 сезон), Генерал-лейтенант (8 – 10 сезон), ВВС на САЩ                                                    |
| Джонас Куин    | Корин Немек          | 6 сезон, епизодични появи в 5 и 7 сезон                | Цивилен / Учен |
| Камерън Мичъл  | Бен Браудър          | 9 и 10 сезон,                                          | Подполковник, ВВС на САЩ |
| Ханк Ландри    | Бо Бриджис           | 9 и 10 сезон                                           | Генерал-майор, ВВС на САЩ |
| Вала Мал Доран | Клаудия Блек         | 10 сезон, епизодични появи в 8 и 9 сезон               | Цивилна |

## Медия
Вижте също: Списък с епизоди на Старгейт SG-1

### Телевизионни сериали
- Старгейт Атлантида
- Старгейт Безкрайност (анимация)
- Старгейт Вселена[12]

### Филми (директно на DVD)
- Старгейт: Кивотът на истината – 2008 (DVD премиера)

SG-1 пътуват до родната галактика на Ораите, за да намерят устройство, наречено Кивотът на истината, което ще прекрати войната веднъж завинаги. Томин, съпругът на Вала, иска да се присъедини към мисията, а от Международната комисия имат свои планове. Този филм е краят на историята с Ораите. Снимките започват на 15 април 2007.
- Старгейт: Континуум – 2008 (DVD премиера)

Ба'ал променя историята и премахва Портала от Земята преди да бъде открит в Гиза, с което елиминира програмата Старгейт и възстановява властта на гоа'улдите, които той управлява с Кетеш като своя кралица и Тийл'к като свой Пръв министър. Ричард Дийн Андерсън е потвърдил участието си във филма. Това е вторият филм, който е направен след спирането на сериала. Някои от сцените са снимани в края на март 2007; официалните снимки са започнали на 22 май 2007.

### Игри
- Stargate SG-1 Roleplaying Game
- Stargate Trading Card Game
- Stargate Worlds (MMORPG)
- Stargate SG-1: The Alliance (видео игра; продукцията ѝ е спряно от февруари 2006)

### Комикси
Поредица от комикси са публикувани от Avatar Press.

### DVD премиери
| Име на DVD-то                 | Регион 1         | Регион 2         | Регион 4         |
| ----------------------------- | ---------------- | ---------------- | ---------------- |
| Старгейт сезон 1              | 22 май 2001      | 21 октомври 2002 | 1 март 2004      |
| Старгейт сезон 2              | 3 септември 2002 | 27 януари 2003   | 18 февруари 2004 |
| Старгейт сезон 3              | 17 юни 2003      | 24 февруари 2003 | 12 май 2004      |
| Старгейт сезон 4              | 2 септември 2003 | 31 март 2002     | 18 август 2004   |
| Старгейт сезон 5              | 20 януари 2004   | 28 април 2002    | 17 ноември 2004  |
| Старгейт сезон 6              | 2 март 2004      | 2 февруари 2003  | 19 януари 2005   |
| Старгейт сезон 7              | 19 октомври 2004 | 28 февруари 2004 | 16 март 2005     |
| Старгейт сезон 8              | 4 октомври 2005  | 27 февруари 2005 | 17 август 2005   |
| Старгейт сезон 9              | 3 октомври 2006  | 27 март 2006     | 16 август 2006   |
| Старгейт сезон 10             | 24 юли 2007      | 3 декември 2007  | 23 август 2007   |
| Старгейт: Пълната колекция    | 9 октомври 2007  | 3 декември 2007  | 28 ноември 2007  |
| Старгейт: Кивотът на истината | Пролетта на 2008 | още не е обявено | още не е обявено |
| Старгейт: Континуум           | Есента на 2008   | още не е обявено | още не е обявено |

## Теми
Епизодите често започват с това как SG-1 изследва някоя планета в търсене на нови технологии и съюзници. Социалните разлики между различните народи и раси често се изследват по време на пътешествията на екипа.
Човешкото любопитство е представяно като нож с две остриета и в резултат на това се появяват нови врагове:
- След като я пренебрегват повече от пет хиляди години, гоа'улдите осъзнават, че Земята е станала заплаха, след като хората са активирали Старгейта и са победили системния господар Ра.
- Репликаторите са сглобени от андроид, създаден от учен, вероятно от расата на Древните, тъй като човекоподобните репликатори в галактиката Пегас са създадени от тях.
- Ораите научават за галактиката Млечен път, след като Даниел Джаксън и Вала Мал Доран активират древно устройство за комуникация, което пренася съзнанията им в галактиката на Ораите.
- Физически и биологически заплахи неведнъж са били пренасяни на Земята през „звездния портал“.

Героите от Земята говорят на съвременен разговорен език, докато героите от други планети използват остарял вариант на английския. Това се отнася и за „Старгейт Атлантида“. Същестуват и изключения на това „правило“ като Джонас Куин, Вала Мал Доран и Ронън Декс (от „Старгейт Атлантис“).
През 2004 TV Guide пише, че популярността дори може да е надминала тази на Стар Трек франчайза. Старгейт SG-1 чупи всички рекорди на Нилсън за рейтинг през осмия си сезон.

### Старгейт и военните
ВВС на САЩ често работят с продуцентите на сериала. Генерал Майкъл Райън и генерал Джон Джъмпър участват в някои епизоди, играейки себе си. Раян се появява в епизода „Prodigy“, заради интереса си към научната фантастика, особено изследването на космоса. Джъмпър се появява в епизода „Изгубеният град“.

### Измислена вселена
Във вселената на SG-1 има много видове извънземни, планети и технологии.

## „Старгейт SG-1“ в България
Първи сезон на Старгейт SG-1 е излъчен по Нова телевизия с български дублаж, в който участват Димитър Иванчев, Веселин Калановски и други.
Сериалът се излъчва по AXN със субтитри на български. На 24 ноември 2008 г. започват повторения на трети сезон по AXN с разписание всеки делничен ден от 19:00 и с повторение от 09:45, вече с дублаж. Преди това са излъчени повторения на първи и втори сезон със субтитри. Последният десети сезон също вече е излъчен. Дублажът е на студио Александра Аудио. Ролите се озвучават от артистите Василка Сугарева, Поликсена Костова до седми сезон, Николай Пърлев, Кристиян Фоков от трети до пети сезон, Стефан Стефанов в шести и седми, и Георги Тодоров, който в някои епизоди е заместен от режисьора на дублажа Петър Върбанов. В първите три епизода от четвърти сезон Поликсена Костова е заместена от Мариана Лечева.
Сериалът се излъчва и по AXN Sci-Fi.